# Wineta

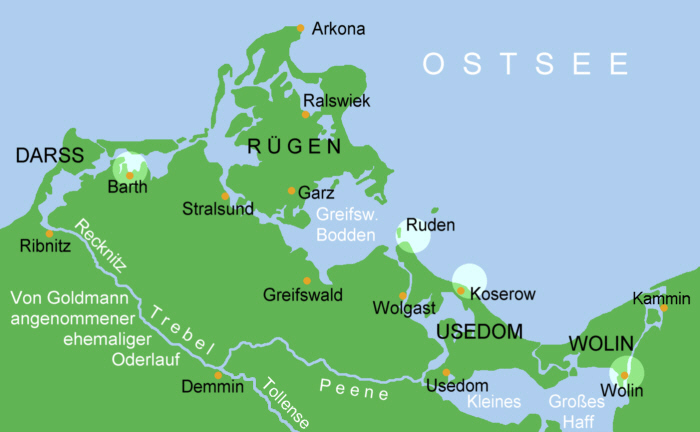
Możliwe miejsca lokalizacji Winety

Wineta – legendarny gród i port z latarnią morską u ujścia Odry, duży ośrodek handlowy, pojawiający się po raz pierwszy w relacji Adama z Bremy. Dokładne położenie jest nieznane, ale na wyspie Wolin lub sąsiednich istniało miasto i ośrodek handlu.

## Historia i położenie
Lokalizacja Winety jest do dzisiaj nieznana. Są podzielone zdania, czy miasto rzeczywiście istniało, czy jego nazwa nie zawdzięcza swojego powstania pomyłce z innym miastem i czy Wineta leżała nad morzem czy też w miejscu dzisiejszego Wolina. Adam z Bremy zapisał, że z miasta tego jest niedaleka żegluga do Dymina u ujścia Piany. Najprawdopodobniej leżała na północnym krańcu wyspy Wolin. Wineta znajdowała się u ujścia Odry do Morza Scytyjskiego (Bałtyku). Miało być to największe z miast ówczesnej Europy i wielki ośrodek handlowy, zamieszkany przez Słowian, Greków i inne ludy. Mieszkańcy Winety mieli być poganami. Według kronikarza w 1043 roku król norweski Magnus I Dobry miał wyprawić się z wielką flotą na Winetę i zdobyć ją. W tym samym miejscu umieszcza ją ksiądz Helmold w swojej Kronice Słowian (Chronica Sclavorum). Nowszy kronikarz Wilhelm Ferdinand Gadebusch, autor "Kroniki Wyspy Uznam" (Chronik der Insel Usedom) twierdzi, że miejsce, gdzie stała Wineta, przypada jego rodzimej wyspie Uznam. Powołuje się on również na Davida Chyträusa, który umieszcza Vinetę w swojej kronice z pierwszej połowy XVI wieku na Uznamie siedem mil od Wolina na zachód, dwie mile od Wolgast, w okolicach wsi Damerow. Pisze też: Wielu sądzi, że około 830 roku Haldung, król Szwecji, zniszczył je i przeniósł bramy miasta oraz inne pomniki z brązu wraz z handlem na wyspę Gotlandię. Według innych starych kronik, pierwsze zniszczenie Winety miało miejsce w roku 796. Zostało odbudowane, lecz w roku 830 zostało zniszczone przez powódź. Po ponownej odbudowie, miasto zostało całkowicie zniszczone w roku 1097 przez króla Danii Eryka, a jego ruiny później pochłonęła morska fala. 
Kronikarz pomorski Thomas Kantzow, autor Kroniki Pomorza (Chronik von Pommern) przypisuje miastu miejsce nad brzegiem morza w miejscowości Damerow (dziś Koserow) na wyspie Uznam. Tam też, według Jana Bugenhagena, który w roku 1535 opłynął te rejony Bałtyku, leżały na dnie morza pozostałości zatopionego miasta. Kantzow jest nawet w stanie wskazać w swojej kronice położenie ulic Vinety na podstawie tych fragmentów kamieni. Twierdzenie to zostało jednak obalone przez badania dna morskiego przeprowadzone na początku XIX wieku w okolicach Damerow. Dowiodły one, że w tym miejscu nie ma zatopionych szczątków ulic, lecz skały rafy. Jednym z najważniejszych opracowań dotyczących historii Winety jest praca Roberta Klempina, opublikowana w niemieckojęzycznych "Studiach Bałtyjskich" (Baltische Studien) z 1847 roku. Klempin, opierając się na gruntownych badaniach, udowadnia, że nazwa Vineta mogła powstać w wyniku błędnej interpretacji lub literówki w słowie "Jumneta" z pism Adama z Bremy przez Herborda. Klempin sugeruje, że "Jumneta" w istocie odnosi się do "Jomsburga", a Jomsburg to nic innego jak Julin. Według Klempina obie te nazwy oznaczają różne okresy i fazy rozwoju tego samego miejsca. Z tego wynika, że Vineta, Jomsburg, Julin i Wollin są ściśle powiązane. Tę tezę potwierdza również Rudolf Virchow, który przeprowadzał badania archeologiczne na wyspie Wolin. 
W roku 1378 kronikarz Ernst von Kirchberg uważał Vinetę, Julin i Wolin za jeden i ten sam obszar. W swojej ówczesnej kronice meklemburskiej napisał: „I z miasta Wynneta, tak je nazywano Winthi, o imieniu Wandalowie, jak Wynneta została zniszczona. Czytałem i słyszałem, że odbudowali je z nocy cesarz Juliusz i nazwali je Iulyn, lub nazywano je Wollin.”
Badania przeprowadzone w 1897 roku przez kustosza z Pomorskiego Muzeum w Szczecinie (Pommersches Landesmuseum Stettin) Adolfa Stubenraucha we współpracy z królewskim geologiem ziemskim doktorem Müllerem-Berlinem, obejmujące dogłębną analizę wszystkich możliwych lokalizacji związanych z dawną Vinetą oraz Jomsburgiem, wykazało, że zgodnie z opublikowanym raportem Stubenraucha w "Studiach Bałtyjskich" (1898, nowa seria, tom 2), jedyną odpowiednią lokalizacją na wyspach Uznam i Wolin, spełniającą warunki dla dawnej legendarnej Vinety, jest miasto Wolin. Opinie Stubenraucha podkreślają, że Srebrne Wzgórze koło Wolina było umocnieniem czasów słowiańskich i częściowo jest nim do dziś oraz że prawdopodobnie mogło służyć jako Jomsburg; ogrody pomiędzy miastem Wolin a wzgórzem srebrnym były terenem podmokłym, który w przeszłości wyschnął i nadaje się zarówno jako port wikingów, jak i port handlowy; miasto Wolin nie zmieniało swojego zasięgu od dawna; Wolin, Julin i Vineta to tożsame miejsca, a kopce grobowe odkryte na wzgórzu Wisielców koło Wolina są nordyckie i wikingów.
Opowieść o Winecie powtórzył także Helmold z Bozowa, pisząc o arcybogatym mieście zdobytym i zniszczonym przez jednego z królów duńskich.
W późniejszej tradycji pisarskiej wokół relacji o Winecie narosło wiele legend. Pojawił się motyw pochłonięcia Winety przez morze jako kary za przewinienia mieszkańców i wyłanianiu się od czasu do czasu ruin Winety z głębin morskich. Legenda o Winecie jest tematem opery Feliksa Nowowiejskiego Legenda Bałtyku. 